# Slemish
Lo Slemish, storicamente chiamato Slieve Mish (in irlandese: Sliabh Mis, che significa "montagna di Mis") è un monte, ciò che resta di un vulcano spento vicino a Ballymena, nella contea di Antrim, in Irlanda del Nord. La sua altezza è di 437 m.
Ha un aspetto particolare, la sua parte superiore è molto ripida e scoscesa in contrasto con i prati pianeggianti delle colline pedemontane e del territorio circostante, domina il paesaggio per diversi chilometri in tutte le direzioni.
La tradizione vuole che questo sia il luogo in cui San Patrizio trovò Dio dopo essere stato ridotto in schiavitù da adolescente, trascinato in questa zona e dovuto allevare greggi sullo Slemish.
Lo Slemish/Sliabh Mis non deve essere confuso con lo Sliabh Mis (Slieve Mish Mountains) nella penisola di Dingle nella contea di Kerry.